# Мольвісар
Мольвісар (ісп. Molvízar) — муніципалітет в Іспанії, у складі автономної спільноти Андалусія, у провінції Гранада. Населення — 3269 осіб (2010).
Муніципалітет розташований на відстані близько 400 км на південь від Мадрида, 43 км на південь від Гранади.

## Демографія
Динаміка населення (INE ):

## Галерея зображень

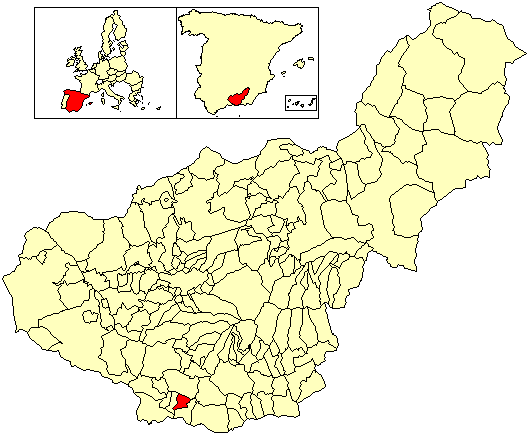
Розташування муніципалітету у провінції Гранада